# Kalná Roztoka, Snina
Kalná Roztoka este o comună slovacă, aflată în districtul Snina din regiunea Prešov, pe malul râului Ublianka⁠(d). Localitatea se află la altitudinea de 300 m deasupra n.m., se întinde pe o suprafață de 22,79 km2 și în 2017 număra 556 de locuitori. Se învecinează cu Topoľa, Kolbasov, Snina, Klenová, Kolonica, Stakčín și Stakčínska Roztoka, Snina.

## Istoric
Localitatea Kalná Roztoka este atestată documentar din 1568.

## Demografie
| An:                | 1994 | 2004    | 2014   | 2024    |
| ------------------ | ---- | ------- | ------ | ------- |
| Număr de persoane: | 694  | 604     | 570    | 510     |
| Diferență:         |      | −12,96% | −5,62% | −10,52% |

| An:                | 2023 | 2024   |
| ------------------ | ---- | ------ |
| Număr de persoane: | 516  | 510    |
| Diferență:         |      | −1,16% |